# Zotzenberg
L’alsace grand cru Zotzenberg, ou plus simplement un zotzenberg, est un vin blanc français produit sur le lieu-dit le Zotzenberg, situé sur la commune de Mittelbergheim, dans le département du Bas-Rhin, en Alsace.
Il s'agit d'un des cinquante-et-un grands crus du vignoble d'Alsace, bénéficiant chacun d'une appellation mais partageant le même cahier des charges alsace grand cru (avec des contraintes plus rigoureuses que pour l'appellation alsace). Le Zotzenberg a la particularité d'avoir une majorité de sylvaner B dans son encépagement.

## Histoire
La présence du sylvaner B en Alsace date de la fin du XVIIIe siècle. Ce cépage provient d'Autriche ou de Transylvanie (une ancienne partie de l'empire d'Autriche, aujourd'hui en Roumanie). Selon des analyses de son ADN, il serait un ancien hybride du traminer et du Österreichisch-Weiß (« blanc autrichien », qui aurait donné aujourd'hui le Heunisch, appelé en français le gouais).
Le vin du Zotzenberg, principalement fait avec du sylvaner B, est commercialisé sous son propre nom dès le début du XXe siècle. Jusqu'aux années 1970, le sylvaner B est majoritaire dans l'encépagement alsacien. Mais ses hauts rendements et sa plantation surtout en plaine lui ont donné une image de cépage donnant un vin peu aromatique, dilué et surtout désaltérant, se vendant moins cher que les autres vins d'Alsace. Le résultat est qu'il n'est quasiment plus planté depuis cette décennie, rapidement arraché et remplacé par des cépages qualifiés de plus nobles, notamment le riesling B, le gewurztraminer Rs et le pinot gris G, et cela dans tous le vignoble d'Alsace, sauf sur le Zotzenberg.
Le Zotzenberg garde son encépagement dominé par le sylvaner B, même s'il est progressivement remplacé par du riesling B. Quand le lieu-dit est reconnu comme dénomination géographique au sein de l'appellation alsace grand cru par le décret du 17 décembre 1992, le sylvaner B n'est pas indiqué parmi l'encépagement autorisé par le cahier des charges de l'appellation, le vin produit à partir de ce cépage sur le Zotzenberg est donc obligatoirement déclassé en appellation alsace. Le sylvaner B n'est autorisé pour le grand cru que depuis le décret du 25 mars 2005, uniquement pour le Zotzenberg.
En octobre 2011, tous les grands crus d'Alsace passent du statut de dénominations géographiques au sein d'une même appellation à celle d'appellations partageant le même cahier des charges.

### Étymologie
Initialement dénommé Zoczenberg (1364), le nom de Zotzenberg est mentionné en 1541 dans les archives du village. L'origine du toponyme n'est pas clairement connue, donnant lieu à de nombreuses hypothèses (étymologies gitane, slave, latine ou germanique).

## Situation géographique

Carte du vignoble alsacien, avec l'indication des grands crus.

Le Zotzenberg se situe en France, dans la région Alsace, plus précisément dans le département du Bas-Rhin, sur la commune de Mittelbergheim à 36 kilomètres au sud-ouest de Strasbourg (juste au sud de Barr).
Sur la route des vins d'Alsace, le Zotzenberg se trouve entre le Kirchberg de Barr au nord et le Wiebelsberg au sud-ouest.

### Géologie et orographie
Les collines sous-vosgiennes correspondent à une série de failles formant la transition entre les Vosges cristallines et la plaine du Rhin sédimentaire sous forme d'un escarpement.
Le sol est composé sur le bas du coteau (lieux-dits Unterer Zotzenberg et Efterbrunner) de marnes du Jurassique, ainsi que sur le haut du coteau (lieux-dits Breitenreben et Oberer Zotzenberg) de conglomérats calcaires et marneux de l’Oligocène à galets du Dogger.
L'extrémité orientale, au-dessus du centre du village, est séparée du reste du Zotzenberg par une faille, avec un sol différent : marnes grises à intercalations calcaires ou gréseuses du Bajocien (Jurassique moyen) en haut (lieu-dit Rippelsholtz), et calcaire oolithique du Bajocien en bas (lieu-dit Rainel).
En surface, l'argile et le limon dominent,,,.

### Climatologie
À l'ouest, les Vosges protègent le coteau du vent et de la pluie. Les vents d'ouest dominants perdent leur humidité sur le versant occidental des Vosges et parviennent en Alsace sous forme de foehn, secs et chauds. Les précipitations sont donc particulièrement faibles.
De ce fait, le climat est bien plus sec (Colmar, plus au sud, est la station la plus sèche de France) et un peu plus chaud (avec une température annuelle moyenne plus haute de 1,5 °C) que ce qui serait attendu à cette latitude. Le climat est continental et sec avec des printemps chauds, des étés secs et ensoleillés, de longs automnes et des hivers froids.
La station météo de l'aéroport de Strasbourg Entzheim (150 mètres d'altitude)  est la plus proche de Mittelbergheim, mais la station se trouve au bord du Rhin, en plaine. Ses valeurs climatiques de 1961 à 1990 sont :
| Mois                              | jan. | fév. | mars | avril | mai  | juin | jui. | août | sep. | oct. | nov. | déc. | année |
| --------------------------------- | ---- | ---- | ---- | ----- | ---- | ---- | ---- | ---- | ---- | ---- | ---- | ---- | ----- |
| Température minimale moyenne (°C) | −1,7 | −0,9 | 1,6  | 4,6   | 8,6  | 11,7 | 13,4 | 13,1 | 10,3 | 6,5  | 2,1  | −0,7 | 5,7   |
| Température moyenne (°C)          | 0,9  | 2,5  | 6    | 9,6   | 13,8 | 17   | 19,1 | 18,6 | 15,5 | 10,6 | 5,2  | 1,9  | 10,1  |
| Température maximale moyenne (°C) | 3,5  | 5,8  | 10,4 | 14,6  | 19   | 22,2 | 24,7 | 24,2 | 20,8 | 14,7 | 8,2  | 4,5  | 14,4  |
| Ensoleillement (h)                | 42   | 78   | 122  | 161   | 197  | 212  | 240  | 215  | 168  | 101  | 58   | 43   | 1 637 |
| Précipitations (mm)               | 33,1 | 34,3 | 36,6 | 48    | 74,5 | 74,6 | 56,8 | 67,8 | 55,5 | 43   | 46,6 | 39,9 | 610,5 |

## Vignoble

### Présentation
Les vignes sont à flanc de coteau, entre 315 et 215 mètres d'altitude, sur des pentes fortes exposées plein sud pour la majorité (au sud-est pour l'extrémité orientale), au-dessus du village de Mittelbergheim, entre celui-ci et la ville voisine de Barr.
L'aire plantée est de 36,45 hectares, traversé par la route départementale 362. L'ensemble est subdivisé en deux selon l'altitude : Oberer-Zotzenberg (en haut) et Unterer-Zotzenberg (en bas).
Les vignes de sylvaner, étant donné le peu de plantation de ce cépage depuis la fin du XXe siècle, sont en général des vieilles vignes (souvent des ceps de 40 à 50 ans).

### Encépagement
Les vins correspondant à l'appellation d'origine contrôlée alsace grand cru suivie de la dénomination géographique (nom de lieu-dit) « Zotzenberg » proviennent d'un seul des cépages suivants : sylvaner B (majoritaire avec 14 hectares plantés), riesling B, gewurztraminer Rs, pinot gris G ou un des muscats (inexistant sur le Zotzenberg).
La présence du sylvaner, une exception au sein des grands crus d'Alsace, n'est autorisé que depuis le décret du 25 mars 2005 (jusqu'à cette date il était déclassé en appellation alsace).
Le sylvaner B est un cépage relativement précoce, à la production particulièrement régulière. Il est plutôt planté au milieu de la colline dans la partie la plus argileuse.
Le riesling B donne de meilleurs résultats sur les terrains granitiques, donc il est assez peu planté sur le Zotzenberg, mis à part la partie haute (pourtant calcaire). C'est un cépage au débourrement et à la maturation tardives, nécessitant des coteaux bien exposés au soleil, et dont les vendanges peuvent avoir lieu vers la mi-octobre. Par contre il résiste bien aux gelées d'hiver.
Le gewurztraminer Rs (signifie « traminer aromatique » en allemand) est un cépage rose, aux baies orange ou tirant vers le violet. Ce proche parent du savagnin B et du savagnin rose Rs est plutôt vigoureux, produit de gros rendements et donne de meilleurs résultats sur des sols marneux ou calcaires que sur des sols granitiques ou schisteux. On le trouve principalement planté sur les parcelles au-dessus du centre du village (sol argilo-sablo-limoneux rouge à fragments calcaires ferrugineux).
Le pinot gris G (appelé Grauburgunder, « bourguignon gris » en allemand, « malvoisie » en Valais ou pinot grigio en Italie) est un cépage fragile et de maturité assez précoce. Il est issu d’une mutation du pinot noir et donc d’origine bourguignonne, où il est appelé « pinot beurot ». Il donne de meilleurs résultats sur des sols composés de cailloutis calcaires, à condition qu'ils soient bien drainés grâce à une exposition en coteau. On le trouve principalement planté sur les parcelles au-dessus du centre du village, avec le gewurztraminer Rs.

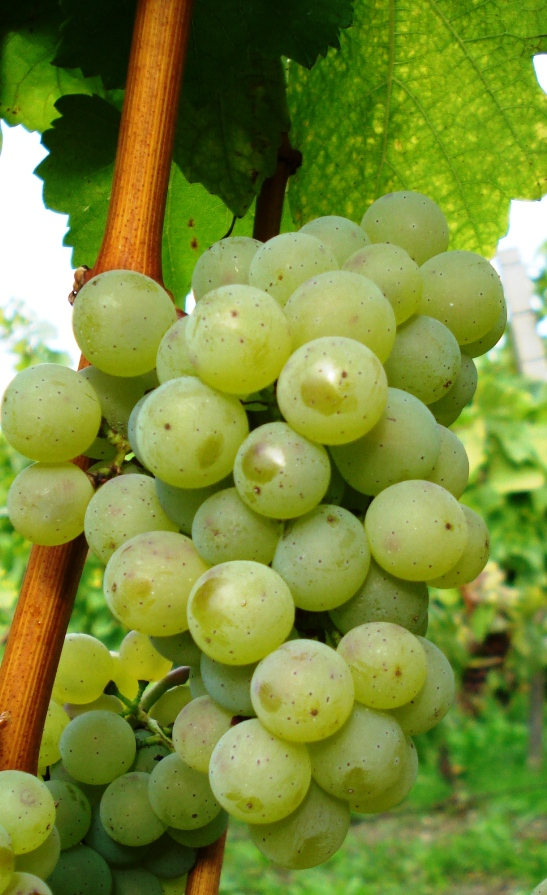
Grappe de sylvaner B.
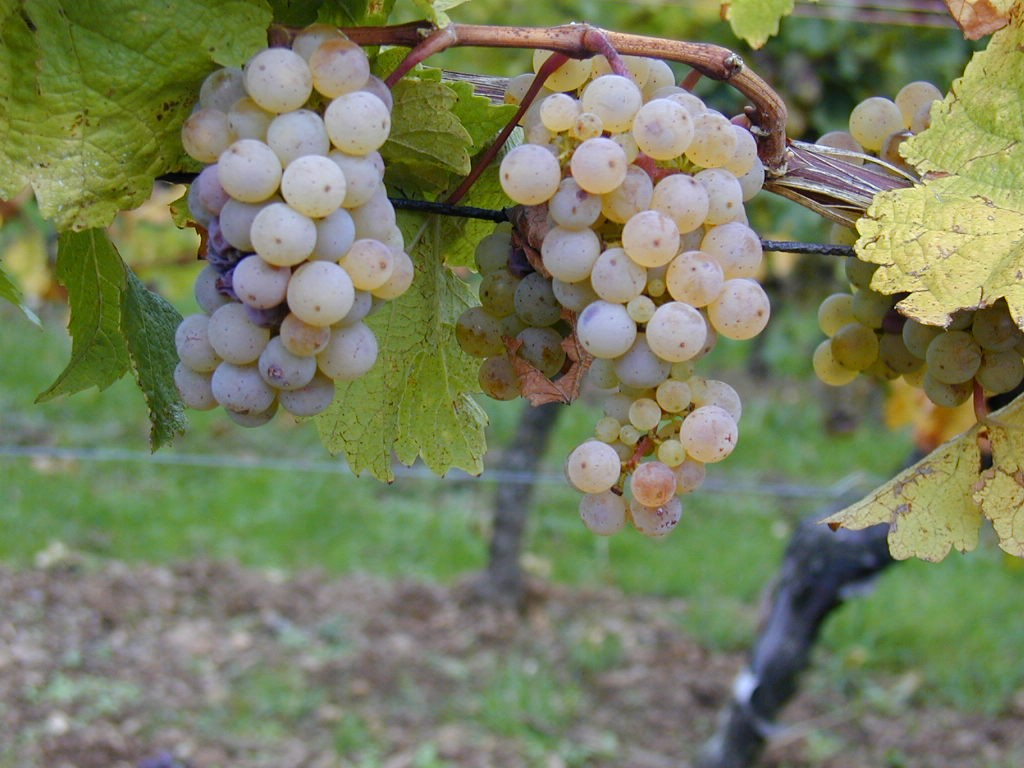
Grappes de riesling B.
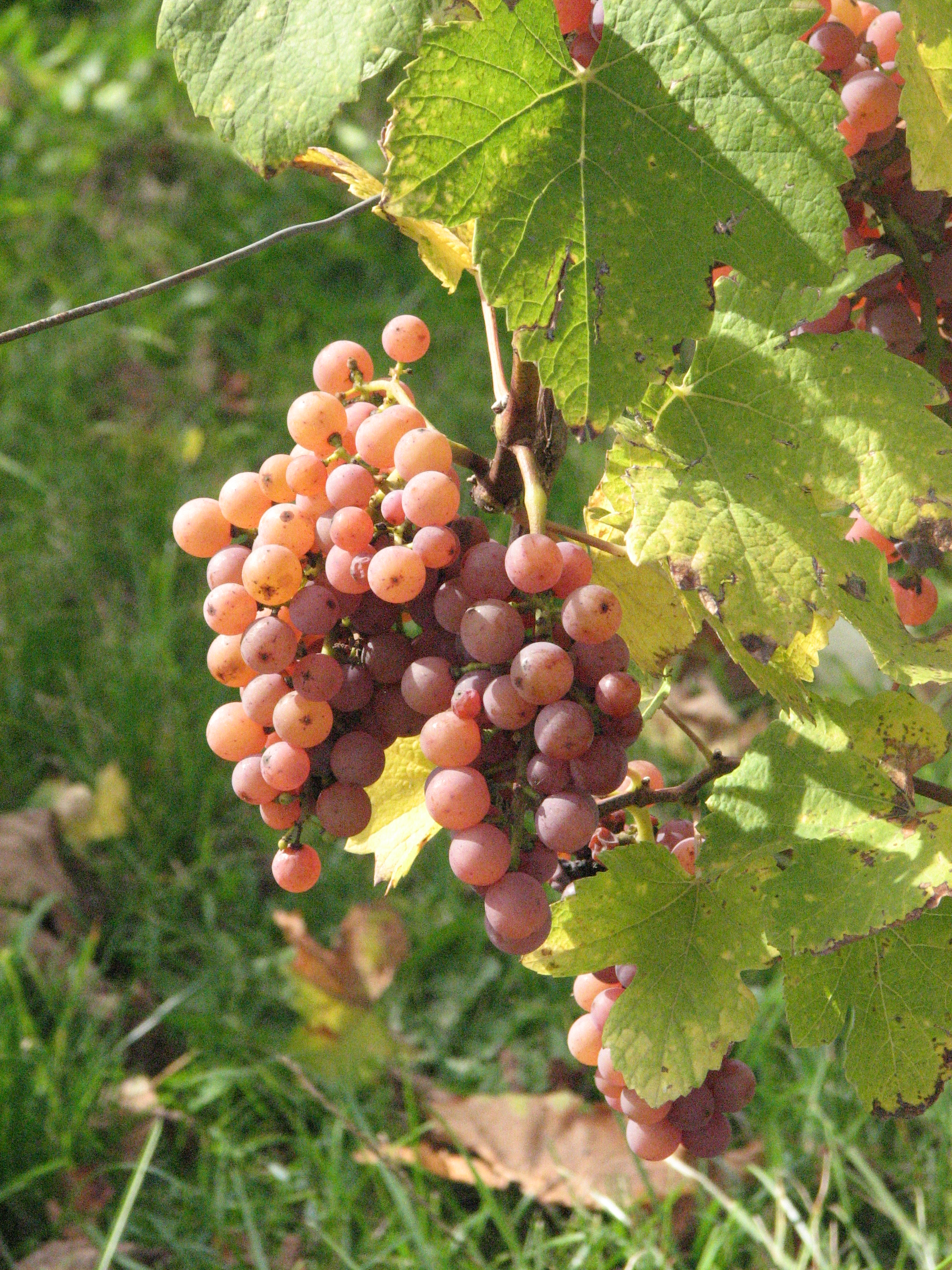
Grappes de gewurztraminer Rs.
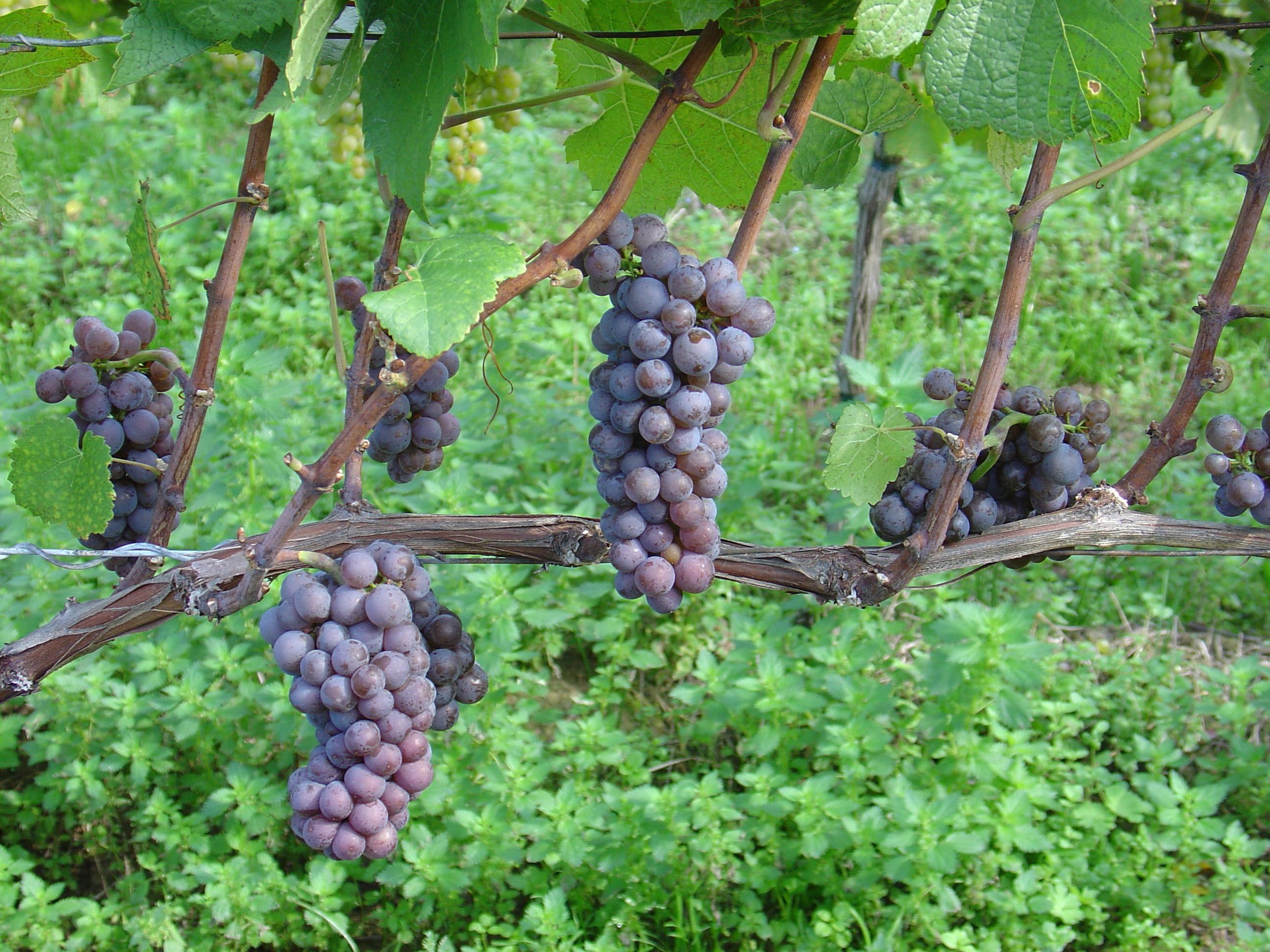
Grappes de pinot gris G.

### Pratiques culturales
Les vignes sont conduites en hautain pour les protéger du gel, avec le feuillage palissé en espalier ; la hauteur de feuillage palissé ne peut être inférieure à 0,675 fois l'écartement entre les rangs.
La taille de la vigne doit se faire en guyot simple ou double avec un maximum de dix yeux par mètre carré de surface au sol pour le cépage gewurztraminer Rs et huit yeux par mètre carré de surface au sol pour les autres cépages.
La charge maximale moyenne à la parcelle est fixée à 10 000 kilogrammes de raisins par hectare.

### Rendements
La limite de rendement de l'ensemble de l'appellation alsace grand cru est fixée à 55 hectolitres par hectare, avec un rendement butoir à 66 hectolitres par hectare, ce qui est très inférieur aux 80 hectolitres autorisés par l'appellation alsace.
Le rendement réel de l'ensemble de l'appellation (les 51 crus alsaciens) est de 50 hectolitres par hectare en moyenne pour l'année 2009. Bien que ce soit très en dessous des rendements moyens du vignoble d'Alsace, il s'agit d'un rendement dans la moyenne française.
Les grands crus d'Alsace doivent être obligatoirement vendangés manuellement.

## Vins

### Titres alcoométriques
Les raisins récoltés doivent présenter un titre alcoométrique volumique naturel moyen minimum de 12,5 % vol. pour les cépages pinot gris G et gewurztraminer Rs et de 11 % vol. pour le riesling B et les muscats.
Les vins issus d'un assemblage présentent un titre alcoométrique volumique naturel moyen minimum de 12 % vol.
Ne peut être considéré à bonne maturité tout lot unitaire de vendanges présentant une richesse en sucre inférieure à 193 grammes par litre de moût pour les cépages pinot gris G et gewurztraminer Rs et à 168 grammes par litre de moût pour les autres cépages.
Lorsqu'une autorisation d'enrichissement est accordée, l'augmentation du titre alcoométrique volumique naturel moyen minimum ne peut dépasser 1,5 % vol.
Sur l'avis du syndicat viticole de Mittelbergheim, le comité régional d'experts des vins d'Alsace peut proposer annuellement au comité national des vins et eaux-de-vie de l'Institut national des appellations d'origine, pour la dénomination et pour chaque cépage, un titre alcoométrique naturel moyen minimum supérieur et une richesse en sucre des lots unitaires supérieure à ceux susvisés, ainsi qu'un taux d'enrichissement maximum inférieur au taux susvisé.

### Vendanges tardives et sélections de grains nobles
Les vendanges tardives désignent des vins faits à partir de raisins dont la récolte a été retardée pour les obtenir en surmaturité, d'où des vins riches en sucre et en alcool, aux goûts plus puissants, et souvent moelleux. Selon la législation, le moût doit avoir au moins 243 grammes de sucre par litre si c'est du gewurztraminer ou du pinot gris (soit 14,4 % vol. d'alcool potentiel), ou au moins 220 grammes de sucre par litre si c'est du riesling ou un muscat (soit 13,1 % vol. d'alcool potentiel) ; aucune chaptalisation n'est permise.
Quant à une sélection de grains nobles, il s'agit d'un vin fait à partir de raisins récoltés par tris sélectifs successifs des grains atteints de pourriture noble (le champignon Botrytis cinerea), ce qui donne des vins encore plus concentrés, plus sucrés, liquoreux. Selon la législation, le moût doit avoir au moins 279 grammes de sucre par litre si c'est du gewurztraminer ou du pinot gris (soit 16,6 % vol. d'alcool potentiel), ou au moins 256 grammes de sucre par litre si c'est du riesling ou un muscat (soit 15,2 % vol. d'alcool potentiel). Là-aussi aucune chaptalisation n'est permise.

### Vinification et élevage
Les grands crus d'Alsace doivent être obligatoirement récoltés manuellement.
Le jour de la vendange, à l'arrivée au chai, le raisin est foulé et pressé pour séparer le moût du marc de raisin. Pour ce travail, les pressoirs pneumatiques remplacent progressivement les pressoirs horizontaux à plateau. Puis le moût est mis en cuve pour le débourbage, qui est le soutirage du jus sans les bourbes, soit par filtrage, soit par décantation en attendant qu'elles se déposent au fond de la cuve.
La fermentation alcoolique débute sous l'action de levures indigènes ou de levures sélectionnées introduites lors du levurage : cette opération transforme le sucre du raisin en alcool. La maîtrise de la température de fermentation par un système de réfrigération permet d'exprimer le potentiel aromatique du produit.
La fermentation achevée au bout d'un mois, le vin est soutiré afin d'éliminer les lies. La fermentation malolactique n'est généralement pas réalisée, bloquée par un sulfitage pour conserver son acidité au vin. Ce dernier peut être stocké en cuve pour le préparer à l'embouteillage ou élevé en barrique ou foudres de bois de chêne.
Le vin est soutiré, puis généralement de nouveau filtré avant le conditionnement en bouteilles.

### Gastronomie
En plus d'une dégustation à l'apéritif, les zotzengergs s'accordent classiquement avec la cuisine alsacienne.

## Économie

### Type de bouteilles
Les vins d'Alsace doivent être mis en bouteille uniquement dans des flûtes, bouteilles du type « vin du Rhin » de 75 centilitres, règlementées par des décrets.

### Mentions
Dans tout le vignoble d'Alsace, les vins sont le plus souvent identifiés par leur(s) cépage(s) : riesling, gewurztraminer, etc. Cette mention domine l'étiquette même si elle est facultative.
Lors de la création de l'appellation alsace grand cru, le but était clairement de valoriser le terroir. La mention du cépage n'y est pas obligatoire et il est possible de mettre le nom de la dénomination en caractères plus grands que celui du cépage.
Donc plusieurs mentions sur l'étiquette de la bouteille sont possibles, soit simplement le nom de l'appellation et de la dénomination géographique (alsace grand cru Zotzenberg), soit avec en plus une mention de cépage (sylvaner, riesling, gewurztraminer ou pinot gris), à laquelle peut être rajoutée la mention sélection de grains nobles ou vendanges tardives pour les cépages nobles :
- alsace grand cru Zotzenberg ;
- alsace grand cru Zotzenberg sylvaner ;
- alsace grand cru Zotzenberg riesling ;
- alsace grand cru Zotzenberg pinot gris ;
- alsace grand cru Zotzenberg gewurztraminer ;
- alsace grand cru Zotzenberg vendanges tardives riesling ;
- alsace grand cru Zotzenberg vendanges tardives pinot gris ;
- alsace grand cru Zotzenberg vendanges tardives gewurztraminer ;
- alsace grand cru Zotzenberg sélection de grains nobles riesling ;
- alsace grand cru Zotzenberg sélection de grains nobles pinot gris ;
- alsace grand cru Zotzenberg sélection de grains nobles gewurztraminer ;